# Taeniodera fenestrata
Taeniodera fenestrata är en skalbaggsart som beskrevs av Gilbert John Arrow 1946. Taeniodera fenestrata ingår i släktet Taeniodera och familjen Cetoniidae. Inga underarter finns listade i Catalogue of Life.